# Frank Sedgman
Francis Arthur Sedgman AO (* 29. Oktober 1927 in Mount Albert, Victoria) ist ein ehemaliger australischer Tennisspieler.
Von 1949 bis 1952 gewann er 22 Grand-Slam-Titel im Einzel, Doppel und Mixed, drei Titel weniger als John Newcombe und sechs Titel weniger als Roy Emerson, die ihre Titel aber über eine längere Zeitspanne gewannen. Er war auch die treibende Kraft in den ersten drei Jahren der australischen Dominanz im Davis Cup, als Australien von 1950 bis 1967 in 18 Jahren 15 Mal den Pokal gewann.
| Jahr                                                 | Tennisspieler(in)                             | Wettbewerb     |
| ---------------------------------------------------- | --------------------------------------------- | -------------- |
| 1938                                                 | Don Budge                                     | Herreneinzel   |
| 1951                                                 | Ken McGregor Frank Sedgman                    | Herrendoppel   |
| 1953                                                 | Maureen Connolly                              | Dameneinzel    |
| 1960                                                 | Maria Bueno mit verschiedenen Partnerinnen    | Damendoppel    |
| 1962                                                 | Rod Laver                                     | Herreneinzel   |
| 1963                                                 | Margaret Smith Ken Fletcher                   | Mixed          |
| 1965                                                 | Margaret Smith mit verschiedenen Partnern     | Mixed          |
| 1967                                                 | Owen Davidson mit verschiedenen Partnerinnen  | Mixed          |
| 1969                                                 | Rod Laver                                     | Herreneinzel   |
| 1970                                                 | Margaret Court                                | Dameneinzel    |
| 1983                                                 | Stefan Edberg                                 | Junioreneinzel |
| 1984                                                 | Martina Navratilova Pam Shriver               | Damendoppel    |
| 1988                                                 | Steffi Graf                                   | Dameneinzel    |
| 1998                                                 | Martina Hingis mit verschiedenen Partnerinnen | Damendoppel    |
|  mit verschiedenen Partnern  Golden Slam fett Einzel |                                               |                |

Im Jahr 1951 gewann er zusammen mit Ken McGregor den Grand Slam im Herrendoppel.
Sedgman war ein extrem schneller, schmaler Rechtshänder und bekannt für seine Fitness. Er war einer der australischen Spieler, die den „Continental Grip“ nutzen, einen Griff, in dem der Schläger in der gleichen Weise bei Vor- und Rückhand gehalten wird. Sein Volleyspiel und seine Geschwindigkeit wurden von seinen Gegnern gefürchtet. Sein eleganter Stil bei der Beinarbeit und den Schlägen wurde für lange Zeit zum Vorbild für viele andere Spieler. Obwohl er heute fast vergessen ist, kann man ihn zu den zwanzig besten Spielern aller Zeiten rechnen.
Vor den gemeinsamen Veranstaltungen von Amateuren und Profis wechselte er 1953 zu den Profis und wurde der erste Spieler, der in einem Jahr mehr als 100.000 $ Preisgeld verdiente. In seinem ersten Jahr als Profi wurde er von Jack Kramer in 95 Spielen 54 zu 41 geschlagen.
Sedgman gewann drei große Turniere im Professional World Singles Tournament und spielte bis in die 1960er Jahre. Er wurde 1979 in die Hall of Fame aufgenommen.

## Grand-Slam-Siege

### Australian Championship
- Einzel – 1949-50
- Doppel – 1951-52
- Mixed – 1949-50
  - Einzel Finalist – 1952
  - Doppel Finalist – 1947-48

### Wimbledon
- Einzel – 1952
- Doppel – 1948, 51-52
- Mixed – 1951-52

### Amerikanische Meisterschaften
- Einzel – 1951-52
- Doppel – 1950-51
- Mixed – 1951-52
  - Doppel Finalist – 1949, 1952
  - Mixed Finalist – 1950

### Französische Meisterschaften
- Einzel – 1951-52
- Doppel – 1951-52
- Mixed – 1951-1952
  - Einzel Finalist – 1952
  - Doppel Finalist – 1948
  - Mixed Finalist – 1948

### Professional World Singles Tournament Siege
- Wembley, England
  - Einzel – 1953, 1958
    - Finalist – 1956

- United States Professional Championship
  - Finalist – 1956, 1961

- French Professional Championship
  - Einzel – 1953
    - Finalist – 1959